# Institución Correccional Federal, Danbury

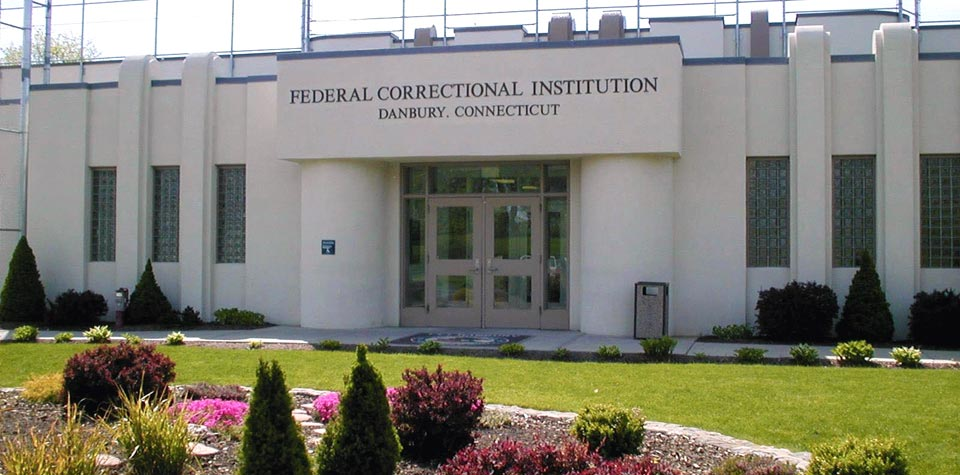
FCI Danbury

Institución Correccional Federal, Danbury (Federal Correctional Institution, Danbury o FCI Danbury) es una prisión federal en Danbury, Connecticut, Estados Unidos. Como parte de la Agencia Federal de Prisiones (BOP por sus siglas en inglés), se abrió en agosto de 1940. Originalmente tenía prisioneros y prisioneras. En 1993 se convirtió en una prisión solamente para las mujeres. En agosto de 2013 la prisión principal pasó a ser solo para hombres, y la BOP trasladó las mujeres a la Institución Correccional Federal, Aliceville en Alabama.

## Prisioneros notables
Mujeres:
- Piper Kerman, autora de Orange Is the New Black: Crónica de mi año en una prisión federal de mujeres[4] - se convirtió en la base de la serie de televisión de Netflix, Orange Is the New Black